# Andrena collata
Andrena collata är en biart som beskrevs av Nurse 1904. Andrena collata ingår i släktet sandbin, och familjen grävbin. Inga underarter finns listade i Catalogue of Life.